# 伊爾蒙 (加利福尼亞州)
伊爾蒙（英語：Ilmon）是位於美國加利福尼亞州克恩縣的一個非建制地區。該地的面積和人口皆未知。

## 地理
伊爾蒙的座標為35°18′05″N 118°41′38″W / 35.30139°N 118.69389°W，而該地的平均海拔高度為307米（即1007英尺）。